# Myosoricinae
Myosoricinae är en underfamilj av näbbmöss som består av tre släkten.
Arterna i denna underfamilj listades tidigare till underfamiljen Crocidurinae. De kännetecknas av en tredje premolar i underkäken och andra skillnader i skallens konstruktion. Myosoricinae lever i centrala och södra Afrika.
Enligt Wilson & Reeder (2005) finns 18 arter fördelade på 3 släkten. Här listas en nyligen upptäckt art till:
- I släktet Myosorex finns 14 arter som föredrar våta skogar.
  - Myosorex babaulti
  - M.  blarina
  - M. cafer
  - M. eisentrauti
  - M. geata
  - M. kihaulei
  - M. longicaudatus
  - M. okuensis
  - M. rumpii
  - M. schalleri
  - M. sclateri
  - M. tenuis
  - M. varius
  - M. zinki
- De tre medlemmarna av släktet Congosorex räknades tidigare till Myosorex. Två arter upptäcktes under 2000-talet.
  - Congosorex polli
  - C. verheyeni
  - C. phillipsorum (ny art)
- Släktet Surdisorex med två arter är endemiskt i Kenyas bergsregioner 3000 meter över havet. De har en kort svans och lever delvis underjordisk.
  - Surdisorex norae
  - S. polulus

Några zoologer som Furió et al. (2007) ser djurgruppen som ett tribus av den primitiva underfamiljen Crocidosoricinae (Reumer, 1987). Av nämnda underfamilj finns annars bara fossil.